# Балашенко, Виктор Харитонович
Виктор Харитонович Балаше́нко (1909—1992) — старший инженер-конструктор КГБ.

## Биография
Родился 6 (19 февраля) 1909 года на станции Зима (ныне Иркутская область).

### Образование
- Читинский строительный техникум НКПС СССР (1926), техник-строитель;
- Новосибирский институт инженеров железнодорожного транспорта (1932), инженер пути;
- Челябинский политехнический институт (1946), инженер-строитель.

### Трудовая деятельность
Работал на ЮУЖД; с 1933 года — в Челябинске: производитель работ по развитию Челябинского узла; в 1936—1940 годах — начальник 7-й дистанции пути ЮУЖД; с 1940 года — начальник группы по созданию землеуборочной машины (ЗУБ). По его предложению машина была модернизирована (1963—1966), что позволило увеличить её производительность. Создал не имевшую мировых аналогов путерихтовочную машину (путерихтовщик системы Балашенко, ПРБ), работавшую в непрерывном режиме (1952). Имел 15 авторских свидетельств на изобретения.
Умер 26 июля 1992 года в Челябинске.

## Награды и премии
- Сталинская премия третьей степени (1949) — за изобретение новой землеуборочной машины (ЗУБ)
- заслуженный изобретатель РСФСР (1968)[1]
- почётный железнодорожник СССР (1940, 1945, 1984)
- орден Октябрьской революции (1971)
- два ордена Трудового Красного Знамени (1942, 1952)
- орден Дружбы народов (1984)
- медали.
- Золотая медаль ВДНХ СССР (20.12.1983) — за разработку конструкции путерихтовочной машины, усовершенствование и доводку её узлов.
- Золотая медаль ВДНХ СССР (19.12.1984) — за разработку конструкции и изготовление снегоуборочной машины с улучшенным заборным органом.

## Память
Челябинский Опытный Завод Путевых Машин имени Балашенко.